# Complex Administratiu 9 d'Octubre
El Complex Administratiu 9 d'octubre és un centre o node urbà amb funcions administratives de la ciutat de València. Construït el 2013 sobre l'antiga Presó Model al barri de Nou Moles a instàncies de la Generalitat Valenciana que té centralitzades allí les oficines de diverses conselleries o departaments de govern.
La construcció d'esta infraestructura, a càrrec de l'arquitecte valencià Juan Añón, va incloure la reforma integral de l'antic centre penitenciari així com l'elevació de quatre torres de planta quadrada, una a cada extrem del complex. Tres d'ells de nou altures i una de setze. Açò va suposar un canvi important en la fisonomia del barri i de la ciutat en el seu conjunt, també en l'estructura socioeconòmica d'un barri obrer situat als afores de la ciutat que va passar a vore com més de 4.000 persones de l'administració pública es convertien en habitants i usuaris del barri.